# Liste der Gottheiten in den Asterix-Comics
Die Liste der Gottheiten in den Asterix-Comics enthält die in den Asterix-Comics genannten Gottheiten. Sie stammen aus verschiedenen antiken Kulturen, wie Gallier, Römer, Griechen, Ägypter oder Germanen (Normannen, Wikinger). Unter den Gottheiten befinden sich auch einige fiktive Gottheiten, wie die „Pfeffergöttin“ Peperona. Die Namen und Funktionen weiterer Gottheiten haben historisch überlieferte Namen und Funktionen zum Vorbild.
In den folgenden Listen sind stets die in den deutschsprachigen Asterixbänden, deren Nummerierung vom französischsprachigen Original abweicht, genannten Namensformen und Funktionen aufgeführt.

## Gallier
Nach dem Asterix-Band Der Seher (Bd. XIX) hätten die Gallier über 400 Götter verehrt, die sie zuweilen auch durchnummerierten. In diesem Band werden denn auch die meisten gallischen Gottheiten des Asterix-Dorfes genannt, lediglich Teutates, Belenus, Belisama, Lug und Esus erscheinen in anderen Bänden.
| Name     | Funktion                                 | Erwähnung                                  | Anmerkung |
| -------- | ---------------------------------------- | ------------------------------------------ | --- |
| Belenus  | Sonnengott (V, 29) Heilgott (XIX, 6)     | I, 8, 14; und in fast allen anderen Bänden | im Band X, 28 wird er mit Apollo und Ra und der Sonne gleichgesetzt |
| Belisama | Göttin des Handwerks                     | I, 28; II, 21, 38; V,6; VIII, 13; XVII, 17 | |
| Bonna    | Schutzgöttin des Rheins trägt die Nr. 53 | XIX, 6                                     | fiktive Göttin; die Nummer spielt auf die Postleitzahl von Bonn an. In der französischen Ausgabe steht an dieser Stelle Sequana mit der Nr. 75 (Nr. des Départements Seine).                     |
| Borvo    | Gott der Quellen                         | XIX, 11                                    | |
| Cerunnos | Gott der Natur                           | XIX, 48                                    | Name lautet in der Literatur Cernunnos |
| Damona   | die Färse                                | XIX, 11                                    | |
| Epona    | Kriegsgöttin                             | XIX, 6                                     | |
| Esus     | Lebensgott                               | XIX, 6; XXVI, 22                           | |
| Lug      | Gott des Handels und Gewerbes            | XI, 19, 20, 43; XXI, 20                    | wird als Hauptgott der Arverner genannt |
| Ogmios   | Gott der Beredsamkeit                    | XXXV, 32                                   | |
| Peperona | Göttin des Pfeffers                      | XIX, 7                                     | fiktive Göttin; der Name klingt an dt. Peperoni, it. peperone „Paprika“ an, verwandt mit lat. piper „Pfeffer“. In der französischen Ausgabe steht an dieser Stelle Amora, die Göttin des Senfes. |
| Rosmerta | Göttin der Vorsehung                     | XIX, 48                                    | |
| Sucellus | Totengott                                | XIX, 6                                     | |
| Taranis  | Sturm- und Donnergott                    | XIX, 5, 6, 8, 31, 47                       | |
| Teutates | „unser Stammesgott“ (XIX, 6)             | in allen Bänden                            | wird am häufigsten genannt |

## Ägypter
Ägyptische Gottheiten werden hauptsächlich im Band Asterix und Kleopatra (Bd. II) erwähnt.
| Name    | Funktion | Erwähnung              | Anmerkung                                    |
| ------- | -------- | ---------------------- | -------------------------------------------- |
| Ammon   |          | II, 42                 |                                              |
| Apis    |          | II, 36                 |                                              |
| Isis    |          | II, 19, 24, 33, 38, 42 |                                              |
| Osiris  |          | II, 7, 11, 19          |                                              |
| Ra      |          | X, 28                  | wird zusammen mit Belenus und Apollo genannt |
| Re      |          | II, 32, 46             | andere Schreibweise von Ra                   |
| Serapis |          | II, 19                 |                                              |

## Griechen
Die meisten griechischen Gottheiten werden im Band Asterix bei den Olympischen Spielen (Bd. XII) genannt. In Asterix bei den Pikten (Bd. XXXV) wird zudem auf Seite 23 Maia, eine der sieben Plejaden, erwähnt. Sie wird dabei „Mutter des Götterboten und der Bienen“ genannt, letzteres eine humorvolle aber unsachliche Anspielung auf die Biene Maja.
| Name          | Funktion       | Erwähnung                     | Anmerkung                                           |
| ------------- | -------------- | ----------------------------- | --------------------------------------------------- |
| Adonis        |                | II, 33                        | wird zusammen mit ägyptischen Göttern genannt       |
| Äolus         | Gott der Winde | XXX, 39                       |                                                     |
| Apollon       |                | XII, 41, 47                   | siehe auch Apollo bei den römischen Göttern         |
| Artemis       |                | XII, 32, 47                   |                                                     |
| Athena Nike   |                | XII, 26                       | im Tempel der Athena Nike auf der Akropolis verehrt |
| Athene        |                | XII, 41                       |                                                     |
| Helios        |                | II, 42                        | wird zusammen mit ägyptischen Göttern genannt       |
| Hephaistos    |                | XII, 31                       |                                                     |
| Herakles      |                | XII, 28, 29                   | hat Schuhgröße 46                                   |
| Hermes        |                | X,22; XII, 39, 47             |                                                     |
| Pan           |                | XII, 2, 46                    | Sohn von Hermes (XII, 2)                            |
| Poseidon      |                | XII, 31; XXX, 20              |                                                     |
| Zeus          |                | X, 18, 46; XII,11, 24; XXX, 7 |                                                     |
| Zeus Herkeios |                | XII, 38                       |                                                     |

## Inder
Im Band Asterix im Morgenland (Bd. XXVIII) wird gesagt, dass die Inder „30 Millionen vedische Götter“ verehrten. Zudem wird Nirwana fälschlich als „indisches Paradies“ definiert.
| Name    | Funktion                                       | Erwähnung          | Anmerkung                                                                               |
| ------- | ---------------------------------------------- | ------------------ | --------------------------------------------------------------------------------------- |
| Agni    | Gott des Feuers                                | XXVIII, 38         |                                                                                         |
| Indra   | Gott des Regens                                | XXVIII, 10, 14, 30 |                                                                                         |
| Kala    | Gott der Zeit                                  | XXVIII, 38         |                                                                                         |
| Pusan   | Gott der Haustiere und Herden                  | XXVIII, 43         |                                                                                         |
| Skambia | kosmischer Pfeilergott, der den Himmel stützt. | XXVIII, 43         | Name lautet in der Literatur Stambha oder Skambha; in der französischen Ausgabe Skambha |
| Surya   | Gott der Sonne                                 | XXVIII,38          |                                                                                         |
| Vac     | Gott der Stimme                                | XXVIII, 38         | Name lautet in der Literatur Vac oder Vak; eigentlich eine Göttin, das göttliche Wort   |
| Vayu    | Gott des Windes                                | XXVIII, 38         |                                                                                         |
| Visnu   | Gott mit vielen Armen                          | XXVIII, 45         |                                                                                         |

## Normannen, Wikinger
An normannischen Gottheiten werden lediglich Odin und Thor in den beiden Bänden Asterix und die Normannen (Bd. IX) und Die große Überfahrt (Bd. XXII) genannt.
| Name | Funktion                                           | Erwähnung              | Anmerkung |
| ---- | -------------------------------------------------- | ---------------------- | --------- |
| Odin | bewirtet die gefallenen Krieger mit einem Festmahl | IX (15x); XXII, 34, 41 |           |
| Thor | Gott des Krieges                                   | IX (13x); XXII, 34     |           |

## Römer
Römische Gottheiten werden mit Abstand am häufigsten genannt, Jupiter ist neben Teutates der meisterwähnte Gott überhaupt. Die ursprünglich griechischen Gottheiten Apollo und Äskulap erscheinen jeweils in römischem Kontext. Im Band Obelix auf Kreuzfahrt (Bd. XXX) ruft der Koch Nulldietus: Beim Apicius!, womit keine Gottheit gemeint wird, sondern auf den römischen Namen Apicius anspielt, den mehrere antike Feinschmecker trugen.
| Name    | Funktion           | Erwähnung                                          | Anmerkung                                       |
| ------- | ------------------ | -------------------------------------------------- | ----------------------------------------------- |
| Apollo  | Gott der Heilkunde | V, 38; X, 28; XVI, 13, 15                          | siehe auch Apollon bei den griechischen Göttern |
| Äskulap |                    | XVI, 12; XXVIII, 17                                |                                                 |
| Bacchus |                    | XXXI, 20                                           |                                                 |
| Juno    |                    | III, 41; IV, 9, 44; VIII, 19; XI, 12; XVI, 8       |                                                 |
| Jupiter |                    | alle Bände                                         |                                                 |
| Mars    |                    | IV, 9, 10; XII, 5                                  |                                                 |
| Merkur  |                    | III, 22, 40 und öfter in anderen Bänden            |                                                 |
| Minerva |                    | IV, 7; V, 25; VI, 8, 36; VIII, 17; XI, 17; XII, 30 |                                                 |
| Neptun  |                    | XXX, 20                                            |                                                 |
| Phoebus | Sonnengott         | XXXVI, 39                                          |                                                 |
| Pluto   |                    | X, 32; XXXIII, 40                                  |                                                 |
| Saturn  |                    | VI, 40; XI, 17; XXXIII, 37                         |                                                 |
| Vesta   |                    | X, 25                                              | daneben werden auch Vestalinnen genannt         |
| Vulkan  |                    | XI, 17                                             |                                                 |

## Weitere Völker
Vereinzelt werden auch Gottheiten von weiteren Völkern genannt.
| Name         | Funktion                       | Erwähnung  | Anmerkung                                                                |
| ------------ | ------------------------------ | ---------- | ------------------------------------------------------------------------ |
| Ahura Mazda  | Höchstes Wesen bei den Persern | XXVIII, 28 |                                                                          |
| Akoaotaki    | Gott bei den Nagmas            | XXXIII, 21 | fiktiver Gott                                                            |
| Baal Melkart | Gott bei den Phöniziern        | XXVI, 13   | Baal und Melkart werden teilweise als verschiedene Gottheiten betrachtet |
| Große Göttin | Höchstes Wesen bei den Skythen | XXVIII, 29 | Herodot (4,76) berichtet vom Kult der „Göttermutter“ bei den Skythen     |
| Jehova       | Einziger Gott der Israeliten   | XXVI, 33   | Lesart des Eigennamen Gottes JHWH im Tanach                              |